# Sollers TR
Sollers TR — серия средне- и крупнотоннажных грузовых автомобилей, представленных в 2024 году российской автомобилестроительной компанией Sollers.

## Описание
Впервые автомобили Sollers TR были представлены осенью 2024 года на форуме «Грузовой транспорт и логистика». Сборка автомобилей организована в Ульяновске на бывшем заводе компании Isuzu. В модельный ряд входит пять моделей: TR35 полной массой 3,5 тонны, TR50 полной массой 5 тонн, TR80 полной массой 8 тонн, TR120 полной массой 12 тонн и TR180 полной массой 18 тонн. Автомобили имеют бескапотную компоновку, большую площадь остекления кабин и крупные зеркала заднего вида. Sollers TR180, в свою очередь, является лицензионным клоном китайского грузовика Tri-Ring (Sanhuan Shitong Haolong/Sitom).
В базовую комплектацию входят: водительское кресло с электроприводом и пневматической подвеской, регулировка рулевого колеса, система кондиционирования, подогрев боковых зеркал заднего вида, предпусковой подогреватель, круиз-контроль, мультимедийная система с сенсорным экраном, ABS и ESP. Кроме грузовых автомобилей со стандартными кузовами, также выпускаются шасси для установки различных надстроек. Гарантия на автомобили составляет 4 года или 250000 км. 
Тест-драйв среднетоннажных грузовых автомобилей Sollers проходил на испытательном автополигоне НАМИ со 2 по 3 октября 2024 года. 